# Brzoza (Cykarzew Północny)
Brzoza – część wsi Cykarzew Północny w Polsce położona w województwie śląskim, w powiecie częstochowskim, w gminie Mykanów.
W latach 1975–1998 Brzoza  administracyjnie należała do województwa częstochowskiego.